# Estando contigo
Estando contigo – utwór hiszpańskiej wokalistki Conchity Bautisty, napisany przez Augusto Algueró i Antonio Guijarrę i nagrany oraz wydany w 1961 roku. Singiel reprezentował Hiszpanię podczas finału 6. Konkursu Piosenki Eurowizji w tym samym roku, będąc tym samym debiutancką propozycją kraju w historii imprezy.
Podczas konkursu, który odbył się 18 marca 1961 roku w Palais des Festivals w Cannes, utwór został zaprezentowany jako pierwszy w kolejności i ostatecznie zdobył 8 punktów, kończąc udział na dziewiątym miejscu w ogólnej klasyfikacji. Dyrygentem orkiestry podczas występu wokalistki był Rafael Ferrer.